# La Mastra
La Mastra (en francès Lamastre) és un municipi francès situat al departament de l'Ardecha i a la regió d'Alvèrnia-Roine-Alps. L'any 2007 tenia 2.541 habitants.

## Demografia

### Població
El 2007 la població de fet de Lamastre era de 2.541 persones. Hi havia 1.091 famílies de les quals 388 eren unipersonals (192 homes vivint sols i 196 dones vivint soles), 325 parelles sense fills, 305 parelles amb fills i 73 famílies monoparentals amb fills.
La població ha evolucionat segons el següent gràfic:
Habitants censats

### Habitatges
El 2007 hi havia 1.491 habitatges, 1.109 eren l'habitatge principal de la família, 168 eren segones residències i 214 estaven desocupats. 896 eren cases i 578 eren apartaments. Dels 1.109 habitatges principals, 604 estaven ocupats pels seus propietaris, 469 estaven llogats i ocupats pels llogaters i 36 estaven cedits a títol gratuït; 6 tenien una cambra, 124 en tenien dues, 269 en tenien tres, 358 en tenien quatre i 352 en tenien cinc o més. 560 habitatges disposaven pel capbaix d'una plaça de pàrquing. A 532 habitatges hi havia un automòbil i a 348 n'hi havia dos o més.

### Piràmide de població
La piràmide de població per edats i sexe el 2009 era:
| Homes | Edats   | Dones |
| ----- | ------- | ----- |
| 0     | 95 o +  | 12    |
| 8     | 90 a 94 | 32    |
| 28    | 85 a 89 | 52    |
| 36    | 80 a 84 | 36    |
| 68    | 75 a 79 | 92    |
| 80    | 70 a 74 | 116   |
| 76    | 65 a 69 | 64    |
| 56    | 60 a 64 | 52    |
| 88    | 55 a 59 | 92    |
| 84    | 50 a 54 | 100   |
| 76    | 45 a 49 | 40    |
| 92    | 40 a 44 | 88    |
| 84    | 35 a 39 | 72    |
| 68    | 30 a 34 | 76    |
| 48    | 25 a 29 | 84    |
| 72    | 20 a 24 | 36    |
| 76    | 15 a 19 | 68    |
| 72    | 10 a 14 | 44    |
| 56    | 5 a 9   | 64    |
| 32    | 0 a 4   | 48    |

## Economia
El 2007 la població en edat de treballar era de 1.485 persones, 1.034 eren actives i 451 eren inactives. De les 1.034 persones actives 908 estaven ocupades (516 homes i 392 dones) i 126 estaven aturades (58 homes i 68 dones). De les 451 persones inactives 185 estaven jubilades, 103 estaven estudiant i 163 estaven classificades com a «altres inactius».

### Ingressos
El 2009 a Lamastre hi havia 1.105 unitats fiscals que integraven 2.310 persones, la mediana anual d'ingressos fiscals per persona era de 14.345 €.

### Activitats econòmiques
Dels 206 establiments que hi havia el 2007, 4 eren d'empreses extractives, 7 d'empreses alimentàries, 1 d'una empresa de fabricació de material elèctric, 9 d'empreses de fabricació d'altres productes industrials, 28 d'empreses de construcció, 63 d'empreses de comerç i reparació d'automòbils, 5 d'empreses de transport, 27 d'empreses d'hostatgeria i restauració, 1 d'una empresa d'informació i comunicació, 10 d'empreses financeres, 7 d'empreses immobiliàries, 13 d'empreses de serveis, 19 d'entitats de l'administració pública i 12 d'empreses classificades com a «altres activitats de serveis».
Dels 65 establiments de servei als particulars que hi havia el 2009, 1 era una oficina d'administració d'Hisenda pública, 1 gendarmeria, 1 oficina de correu, 3 oficines bancàries, 1 funerària, 7 tallers de reparació d'automòbils i de material agrícola, 1 taller d'inspecció tècnica de vehicles, 1 autoescola, 7 paletes, 4 guixaires pintors, 6 fusteries, 5 lampisteries, 4 electricistes, 6 perruqueries, 2 veterinaris, 11 restaurants, 2 agències immobiliàries i 2 salons de bellesa.
Dels 29 establiments comercials que hi havia el 2009, 2 eren supermercats, 1 una gran superfície de material de bricolatge, 2 botiges de menys de 120 m², 4 fleques, 4 carnisseries, 3 llibreries, 3 botigues de roba, 1 una botiga de roba, 1 una sabateria, 1 una botiga d'electrodomèstics, 2 botigues de material esportiu, 1 una botiga de material de revestiment de parets i terra, 1 un drogueria, 1 una perfumeria i 2 floristeries.
L'any 2000 a Lamastre hi havia 35 explotacions agrícoles que ocupaven un total de 600 hectàrees.

## Equipaments sanitaris i escolars
El 2009 hi havia 1 hospital de tractaments de curta durada, 1 hospital de tractaments de mitja durada (seguiment i rehabilitació), 1 un hospital de tractaments de llarga durada, 2 farmàcies i 1 ambulància.
El 2009 hi havia 1 escola maternal i 2 escoles elementals. Lamastre disposava de 2 col·legis d'educació secundària amb 345 alumnes.

## Poblacions més properes
El següent diagrama mostra les poblacions més properes.